# Daniel Cronin
Daniel Anthony Cronin (ur. 14 listopada 1927 w Bostonie, Massachusetts) – amerykański duchowny katolicki, arcybiskup metropolita Hartford w latach 1991-2003.

## Życiorys
Do kapłaństwa przygotowywał się w seminarium św. Jana w Brighton, a także w Rzymie w Kolegium Ameryki Płn. Święcenia kapłańskie otrzymał w bazylice laterańskiej. Kontynuował studia na Uniwersytecie Gregoriańskim, który ukończył doktoratem z teologii w 1956 roku. Pracował w dyplomacji papieskiej początkowo w Etiopii, a od roku 1961 w watykańskim Sekretariacie Stanu. Od roku 1962 prałat domowy Jego Świątobliwości.
10 czerwca 1968 papież Paweł VI mianował go biskupem pomocniczym rodzinnej archidiecezji bostońskiej ze stolicą tytularną Egnatia. Sakry udzielił mu w katedrze Świętego Krzyża w Bostonie kardynał Richard Cushing. 30 października 1970 mianowany ordynariuszem Fall River.
Od 10 grudnia 1991 do przejścia na emeryturę 18 grudnia 2003 sprawował funkcję arcybiskupa metropolity Hartford.